# Neuropeltis aenea
Neuropeltis aenea är en vindeväxtart som beskrevs av Peter Good. Neuropeltis aenea ingår i släktet Neuropeltis och familjen vindeväxter. Inga underarter finns listade i Catalogue of Life.